# 花咲トンネル
花咲トンネル（はなさきトンネル）は、山梨県にある中央自動車道富士吉田線のトンネル。トンネルは大月市と都留市の間にある。
中央自動車道富士吉田線にあるトンネルは本トンネルが唯一となっている。

## 概要
- 全長：702 m（下り線）／620 m（上り線）
- 車線数：上下線各2車線

トンネル内が緩やかながらS字状にカーブしており、さらに北側坑口が大月JCTに近接している。このため、車線変更による接触事故防止の目的から上下線とも車線変更禁止となっている。したがって、上り線ではトンネルに入る前に進行方向別に車線変更する必要がある（左車線：小牧方面、右車線：大月IC・高井戸方面）。トンネル内の制限速度は60 km/h。
相模湖IC - 河口湖ICの開通に伴い供用開始。開通当時は下り線トンネルを使用した対面通行だった。その後、大月JCTが設置されたが、この時も大月JCT以南が暫定2車線供用であったため、北側坑口脇に大月JCTの河口湖→東京方面ランプへ連絡する仮設の渡り線が設けられた。1985年（昭和60年）10月に大月IC - 都留ICの4車線化工事が完成し、上り線トンネルが供用開始されて現在に至る。
1998年度（平成10年度）総務省関東総合通信局の電波遮蔽対策事業の対象となり、トンネル内でも携帯電話が利用できるようになっている。

## 隣
E68 中央自動車道富士吉田線
(11)大月JCT - 花咲トンネル - (1)都留IC